# Coloniile romane din nordul Africii

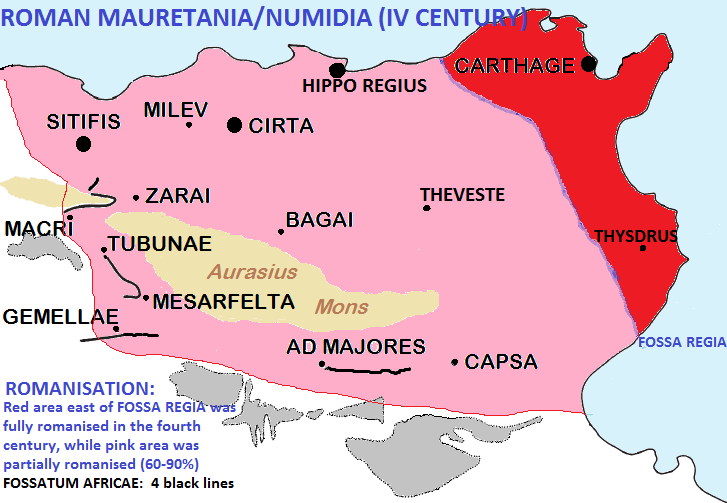
Fossa regia a marcat granița dintre provincia romană originală a Africii și Numidiei. La est de Fossa Regia (zona colorată cu roșu), a fost o latinizare deplină. Majoritatea coloniilor romano-berbere au fost în zonele colorate în roșu și roz.

Coloniile romane din nordul Africii datează din sec. I î.Hr. – sec. III d.Hr.
Principalii lideri romani care au influențat evoluțiile din zonă sunt generalul și consulul Pompei (în perioada 64 – 63 î.Hr., a condus campania militară în Orientul Mijlociu) și împărații Augustus (31 î.Hr. – 14 d.Hr.), Traian (98 – 117 d.Hr), Hadrian (117 – 138 d.Hr.), Marcus Aurelius (161 – 180 d.Hr.) și Septimius Severus (193 – 211 d.Hr.).

## Libia

### Leptis Magna
Leptis Magna a fost înființat în secolul VII î.Hr. de fenicieni și este localizat pe coasta Mării Mediterane, la aprox. 100 km sud-est de Tripoli. Orașul a devenit colonie a imperiului roman în timpul împăratului Traian și s-a dezvoltat considerabil în timpul împăratului Septimius Severus, care s-a născut în Leptis.
Orașul conține 30 de monumente semnificative, printre care băi publice, un forum, basilica, portul, templul, piața și amfiteatrul, majoritatea obiectivelor fiind restaurate. 
În anul 1982 Leptis Magna a fost inclus în patrimoniul UNESCO.

## Tunisia

### Cartagina
Orașul Cartagina, în prezent suburbie a capitalei Tunis, a fost fondat în anul 814 î.Hr. de fenicieni. Aceștia au remarcat avantajele oferite de locație în ceea ce privește construcția portului și proximitatea acesteia față de rutele de comerț. 
Cartagina a fost distrusă de romani în urma războaielor punice (264 – 146 î.Hr.). Ulterior, romanii au decis să reconstruiască orașul și împăratul Augustus (Octavianus Augustus) a stabilit (29 î.Hr.) administrația provinciei romane Africa în Cartagina. A urmat o perioadă de prosperitate pentru oraș, iar Cartagina a devenit orașul favorit al împăraților romani.
Cartagina prezintă toate elementele care caracterizează un oraș antic (străzi, forum, teatru, băi publice, temple, zone rezidențiale etc.) și se află pe lista obiectivelor protejate de UNESCO din anul 1979.

### El Djem
Orașul El Djem (175 km sud-est Tunis, en:El Djem, ar:الجم) este cunoscut pentru amfiteatrul construit de romani, în jurul anului 238 d.Hr. Amfiteatrul este unic în Africa și este una dintre cele mai bine prezervate construcții romane din lume. Amfiteatrul a fost ridicat după modelul colosseumului din Roma și este printre cele mai mari amfiteatre construite de romani, având o capacitate de 35.000 de spectatori. Clădirea a intrat în patrimoniul UNESCO în anul 1979.

## Algeria

### Timgad
Timgad (350 km sud-est Alger, en:Timgad, ar:تيمقاد) a fost o colonie romană, înființată în anul 100 d.Hr. pe timpul împăratului Traian, având un rol important în apărarea provinciei Numidia împotriva atacurilor berberilor. Primii rezidenți ai coloniei au fost veterani ai legiunilor romane, care au primit în proprietate pământ, ca răsplată pentru că au servit în armata romană. Timgad a fost construit în stilul clasic de arhitectură romană, cu străzi orientate pe direcțiile nord-sud și est-vest. Printre obiectivele romane din Timgad se găsesc: poarta lui Traian, un teatru cu capacitatea de 3500 de locuri, temple (cel mai important fiind cel dedicat lui Jupiter), piețe și băi publice.
Timgad a fost înscris pe lista UNESCO în anul 1982.

## Maroc

### Volubilis
Volubilis (la 120 km est de Rabat) a fost fondat în secolul III î.Hr. și a devenit capitala provinciei romane Mauritania, după ce romanii au cucerit acest teritoriu în anul 45 d.Hr. Volubilis este cel mai bine prezervat sit roman din Maroc și a fost inclus pe lista UNESCO în anul 1997.